# Le Matin (Algérie)
Pour les articles homonymes, voir Le Matin.
 (janvier 2008).
Si vous disposez d'ouvrages ou d'articles de référence ou si vous connaissez des sites web de qualité traitant du thème abordé ici, merci de compléter l'article en donnant les références utiles à sa vérifiabilité et en les liant à la section « Notes et références ».
Le Matin est un journal algérien francophone fondé le 19 septembre 1991 par des journalistes du PAGS (Parti de l'avant-garde socialiste), issu d'une scission du quotidien Alger républicain.

## Histoire
Le premier numéro du quotidien Le Matin est paru le 19 septembre 1991 à Alger. Il a vu trois de ses journalistes tués durant « la décennie noire ». Le plus célèbre d'entre eux fut Saïd Mekbel le rédacteur en chef, le 3 décembre 1994. Seront également assassinés aussi Ameur Ouagueni le 21 août et Saïd Tazrout le 3 septembre 1995.
En août 2003, RSF dénonce les pressions exercées sur la direction du journal. Le quotidien fut suspendu en 2004 pour non-paiement de dettes. Son directeur Mohamed Benchicou a été emprisonné le 14 juin 2004 après avoir écrit un livre pamphlet sur le président Bouteflika, Bouteflika, une imposture algérienne.
Il est continué par Le Matin d'Algérie, dont le site Web annonce sa fidélité à la ligne éditoriale du Matin.

## Journalistes
- Saïd Mekbel
- Mohamed Benchicou
- Ali Dilem
- Saïd Tazrout
- Ghania Hamadou
- Hassan Zerrouki
- Zhor Hadjam
- Fodil Mezali
- Salah Ouaguenni
- Khaled ?
- M'hammed Rebah
- Said Benmadi
- Samy Abtroun
- Nacym Djender
- Karim Ait Oumeziane
- Karima Lachab
- Ouahab Habbat (photographe)
- Kamel Selmoun (photographe)
- Iman Kechrel
- Nora Benkherfallah
- Nadia Kerboua
- Fatiha Ferchouche
- Malika Touazi
- Saad Mohamed
- Mustapha Toumi (Graphiste, Directeur Technique)
- Hamid Ghezal (Graphiste, Directeur Technique)
- Sid Ahmed Semiane (reporter, chroniqueur)

## Identité visuelle

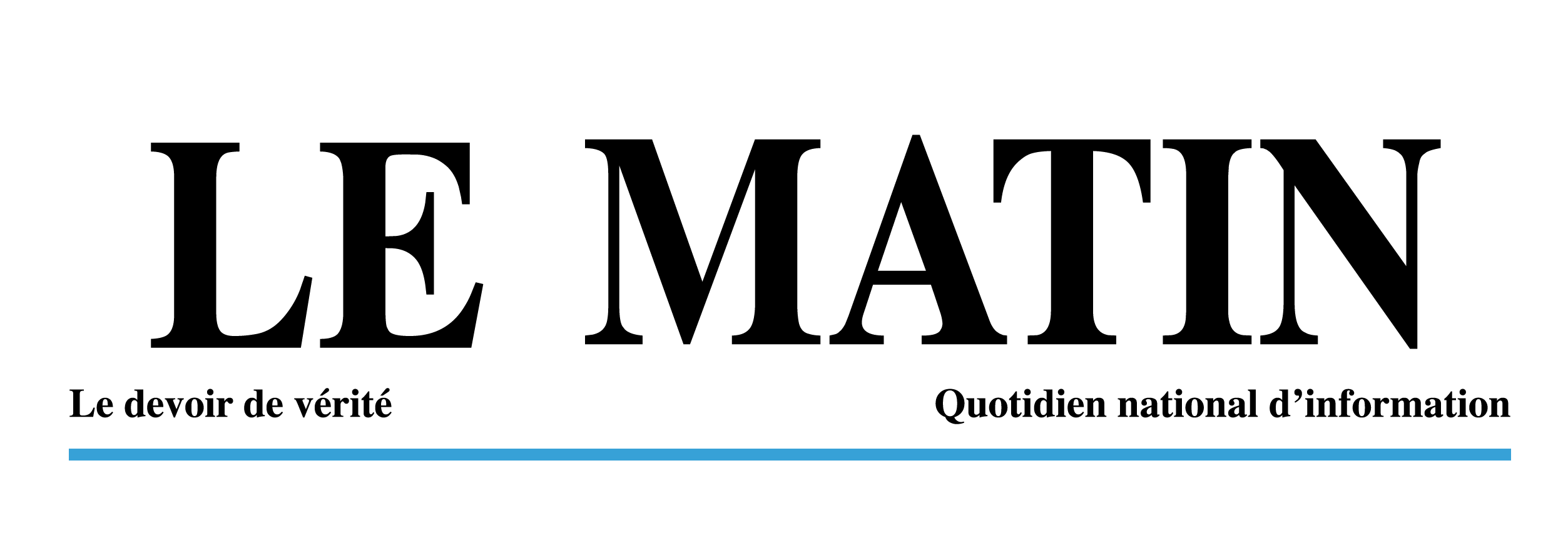
Logo en 1992.
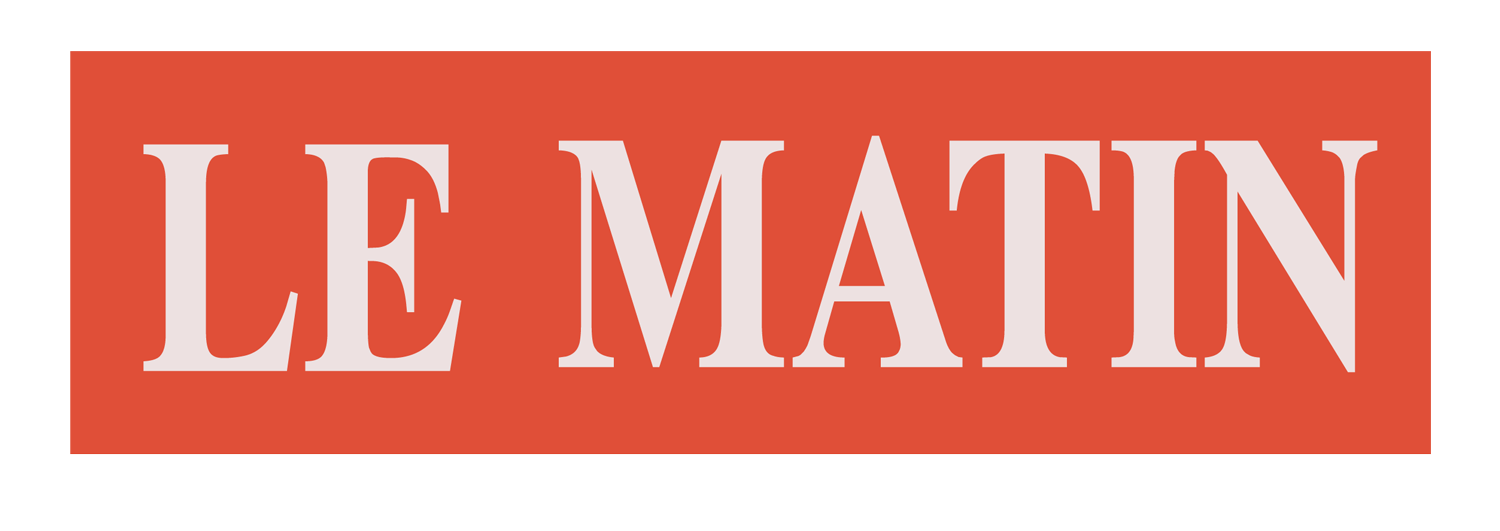
Logo en 1999.